# 謝采芝
謝采芝（英語：Fefe Joyce Tse，1999年9月30日—），香港女演員，於《2019年度香港小姐競選》入圍最後五強，曾為無綫電視經理人合約藝員。

## 外部連結
- 2019香港小姐競選 - 10號　謝采芝 Fefe Tse - 佳麗檔案 - tvb.com
- 謝采芝的新浪微博
- 謝采芝的Instagram帳戶